# جامعة سون يات سين
جامعة سون يات سين وتُعرف اختصارًا باسم جامعة سون يات سين فيما تُعرف محليًا بالعامية بالصينية باسم زهونجا هي جامعة بحثية عامة تقع في قوانغتشو، قوانغدونغ، الصين. تأسست في عام 1924 من قبل سون يات سين، وهو ثوري ومؤسس جمهورية الصين. يقع حرمها الرئيسي، الذي يشار إليه عادة باسم الحرم الجنوبي، في منطقة هيتشو، قوانغتشو، ورث الحرم الجامعي من جامعة لينجنان السابقة (تأسست عام 1888). يوجد بالجامعة خمسة أحرام جامعية في ثلاث مدن هي قوانغتشو وتشوهاى وشنتشن وعشرة مستشفيات تابعة. وهي عضو في مشروع الأمة 985 والمشروع 211 ودابل فيرست كلاس يونيفرسيتي بلان لجامعات الأبحاث الرائدة. تحتلُّ جامعة سون يات سين المرتبة 89 عالميًا والسابع في الصين القارية في التصنيف الأكاديمي لجامعات العالم لعام 2021. تم تصنيفها في المرتبة 159 عالميًا و 8 في البر الرئيسي للصين بواسطة 2021 يو إس نيوز آند وورد ريبورت (بالإنجليزية: US News & World Report)‏ أفضل تصنيفات الجامعات العالمية. تعد برامجها في الأعمال والإدارة والرياضيات والفيزياء والكيمياء وعلم الأحياء والطب والصيدلة من بين الأفضل في البلاد. جامعة سون يات سين هي جامعة انتقائية للغاية لا تقبل سوى أفضل 1 ٪ من الطلاب الذين تم إجراؤهم في امتحان القبول في الكلية الوطنية.
تم اعتماد اثنتين من مؤسسات تعليم إدارة الأعمال بالجامعة، كلية سون يات سين للأعمال (SYSBS) وكلية لينجنان (الجامعة) وجمعية تطوير كليات إدارة الأعمال أي أي سي أس بي (AACSB). إنها الجامعة الوحيدة التي لديها مؤسسات أعمال متعددة حاصلة على هذا الاعتماد الثلاثي. تحتفظ لينان كوليج (جامعة وليست ثانويّة) بالمرتبة الأولى في منطقة آسيا والمحيط الهادئ لكل من تصنيفات كليات إدارة الأعمال فاينانشال تايمز وتصنيفات كيو إس للجامعات العالمية درجة الماجستير في الأعمال. تشمل أصول الجامعة ثاني أسرع كمبيوتر عملاق في العالم تيانهي-2، بقيمة 2.4 مليار يوان صيني (390 مليون دولار أمريكي). كما أنها تمتلك أكبر نظام مستشفيات في الصين. يمتلك حرم جامعة سون يات سين Zhuhai Campus أكبر مبنى تعليمي في آسيا تقاس بالمساحة.

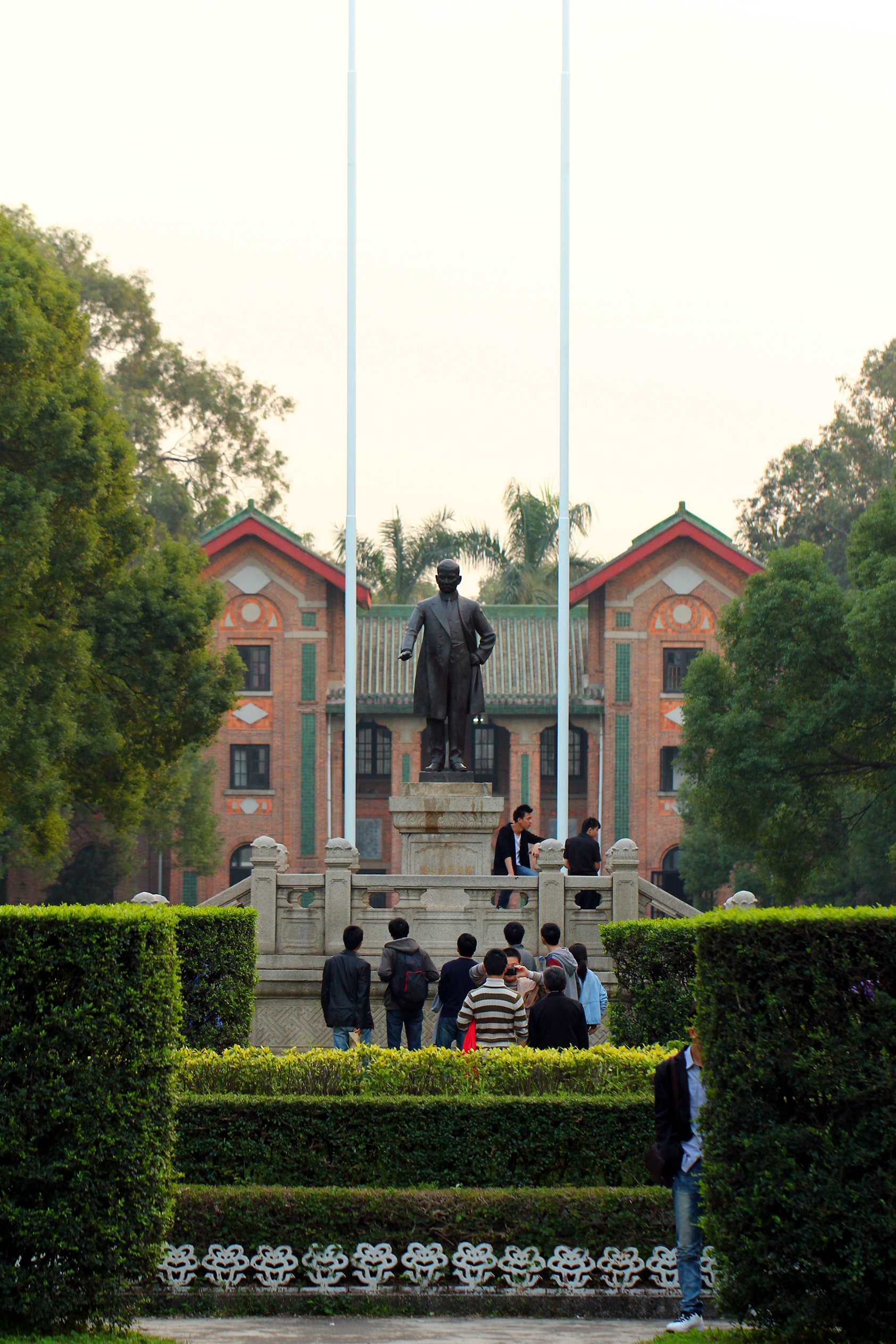
تمثال سون يات سين أمام قاعة سوازي

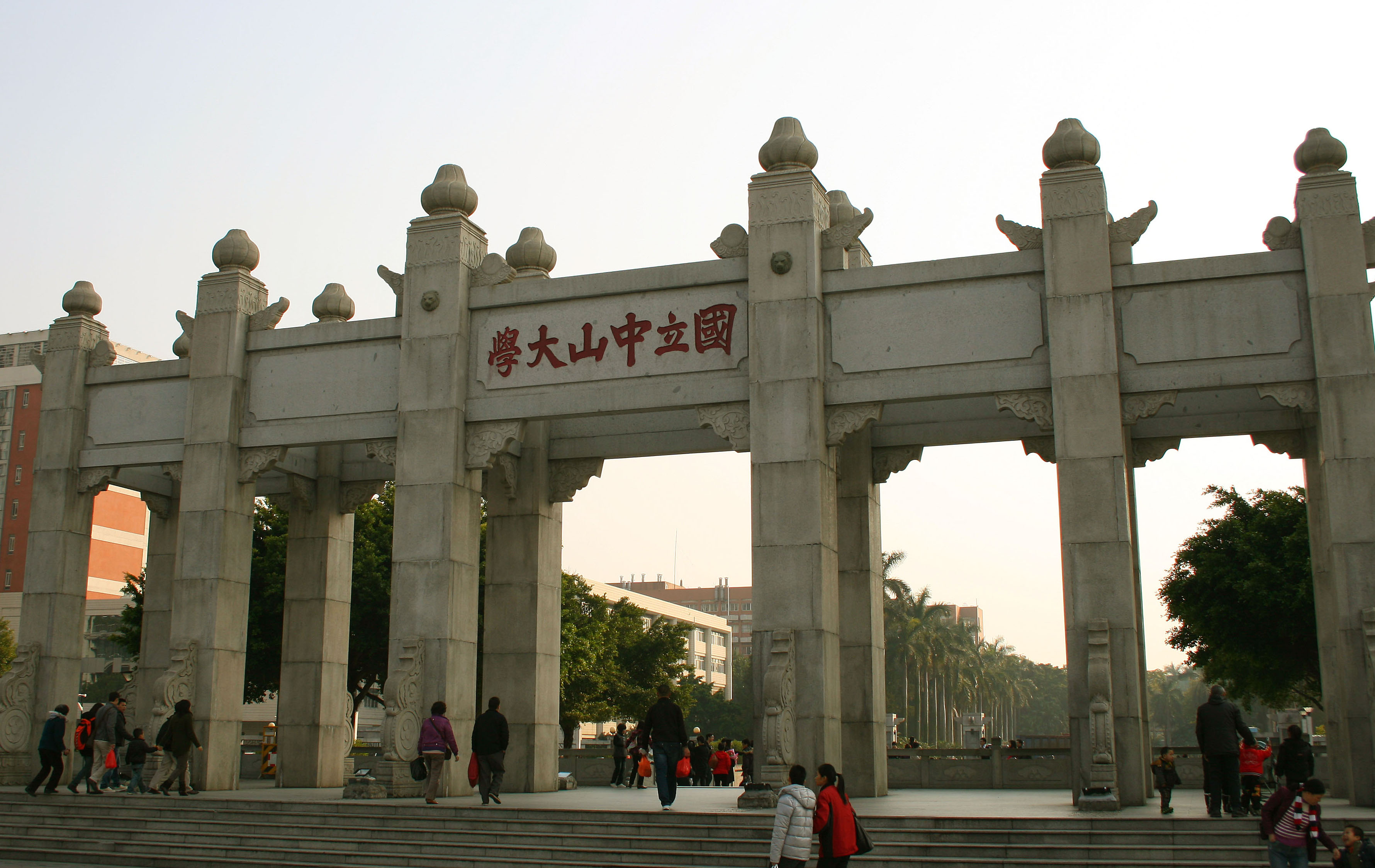
البوابة الشمالية للحرم الجنوبي

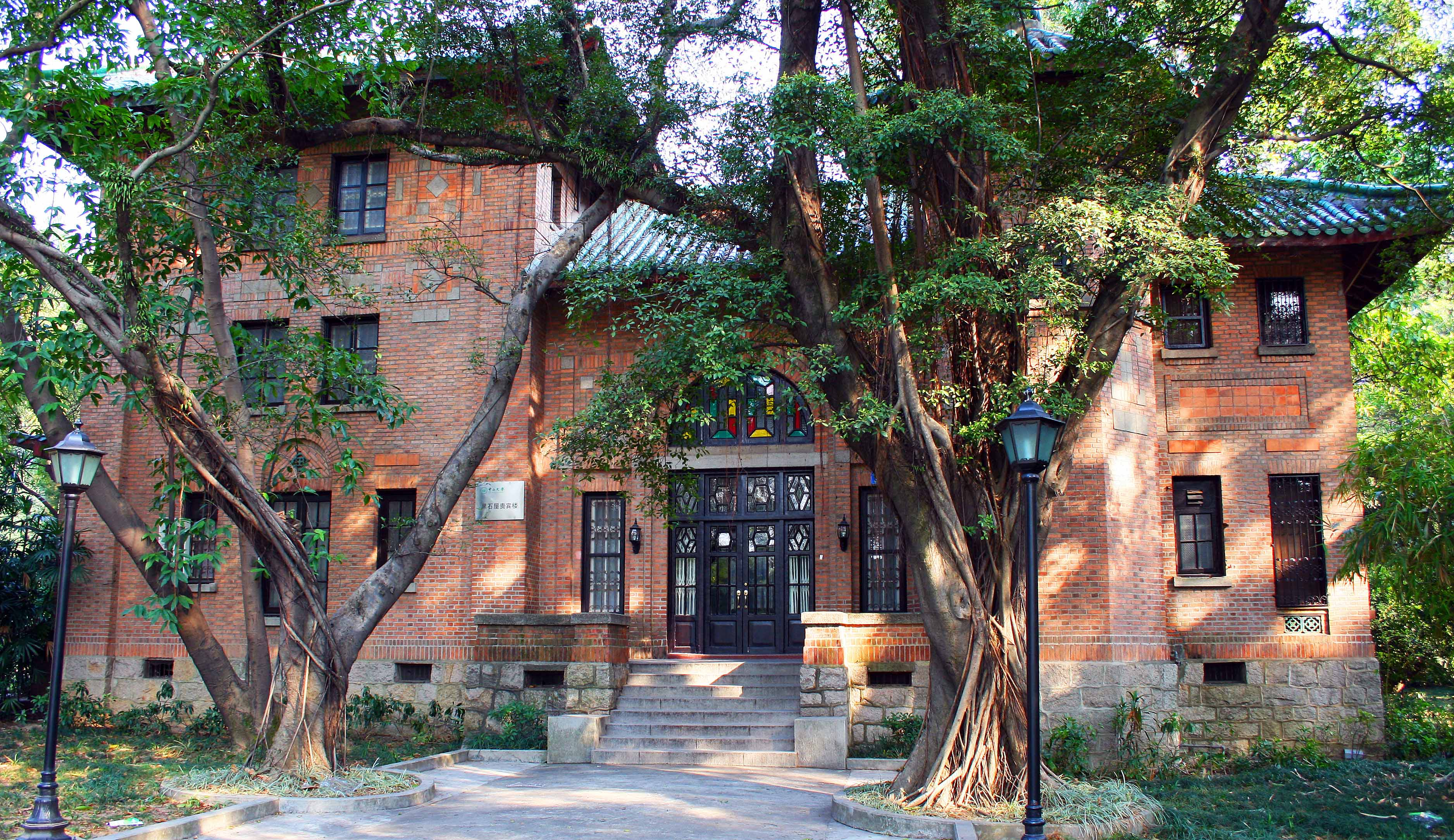
بلاكستون لودج

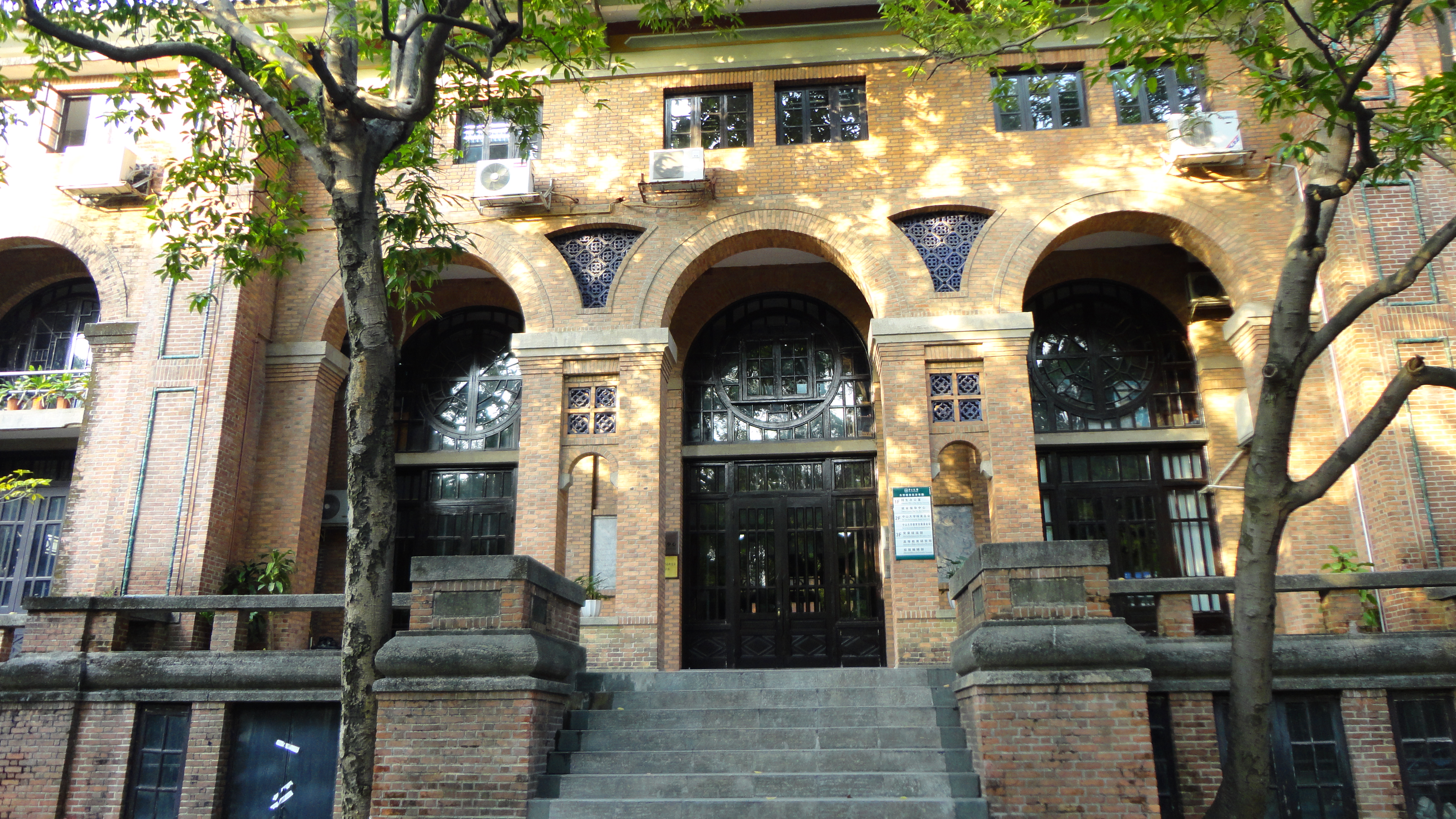
القاعة الكبرى

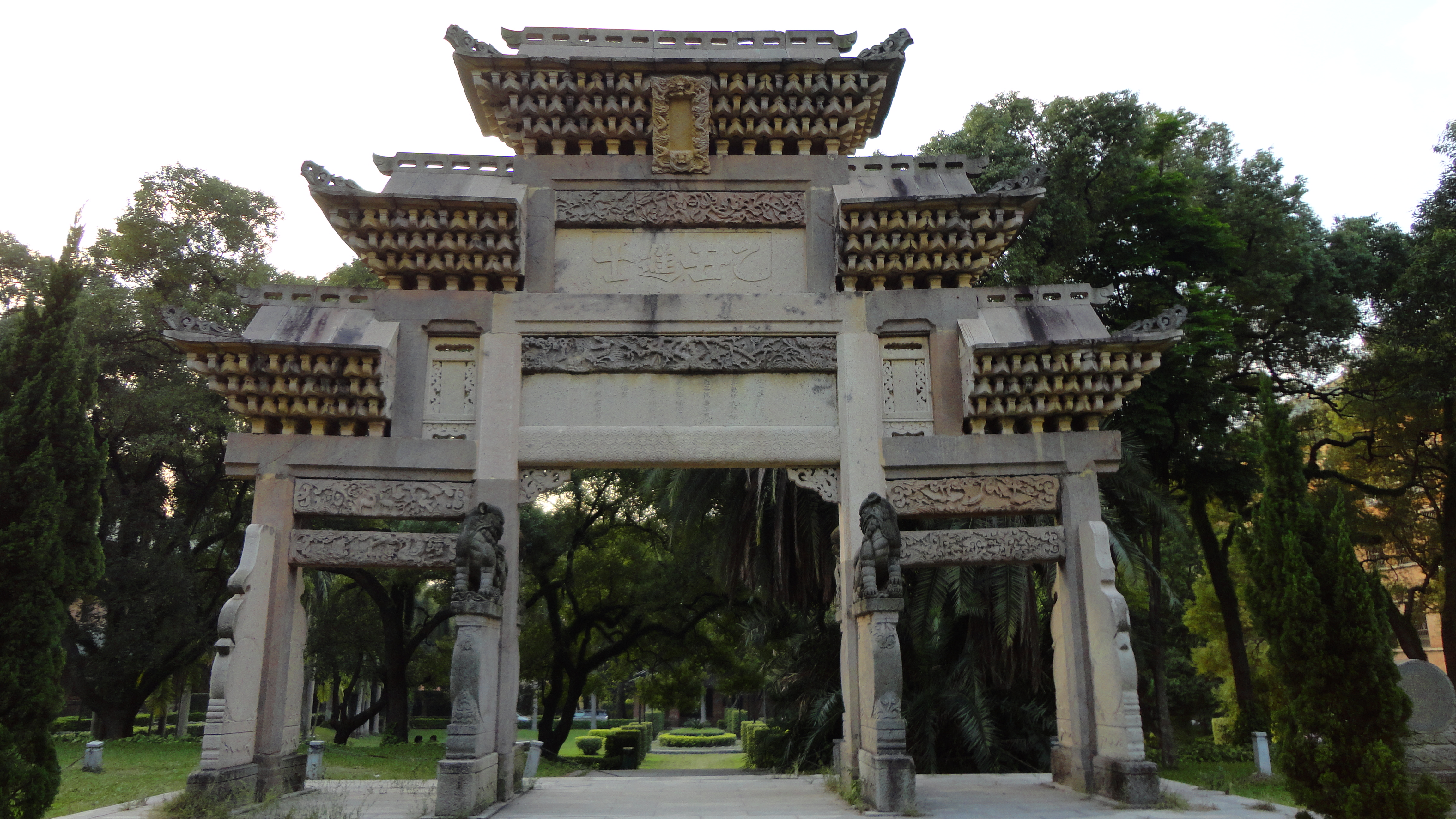
بوابة Yichou Scholar التذكارية

## التاريخ

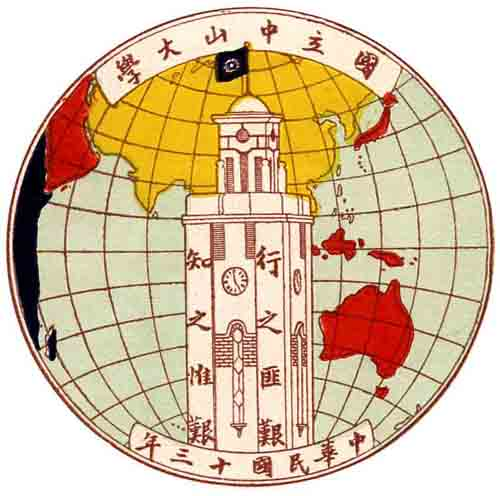
ختم الجامعة، 1932-1949

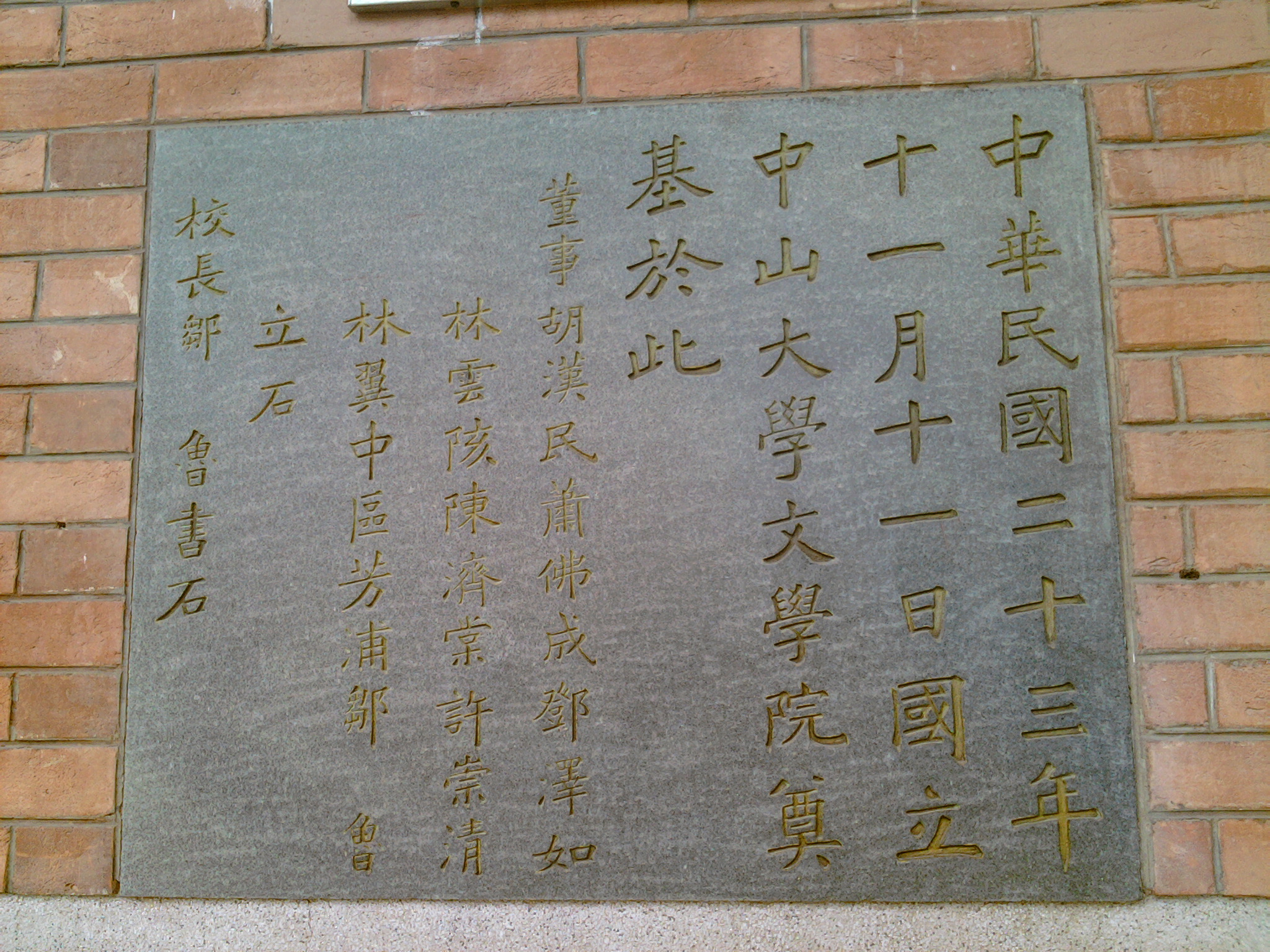
جامعة ناشيونال سون يات سين

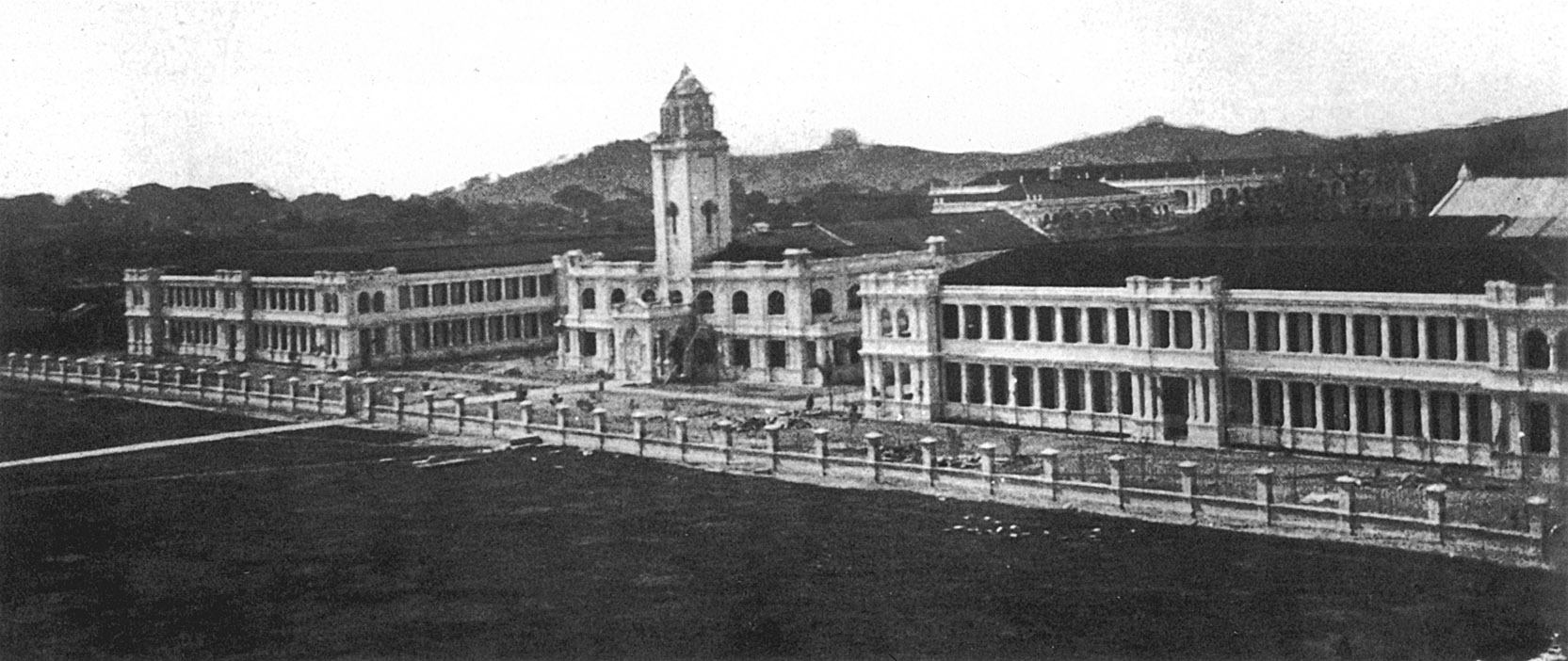
حرم Wenming Road الجامعي، 1924-1935

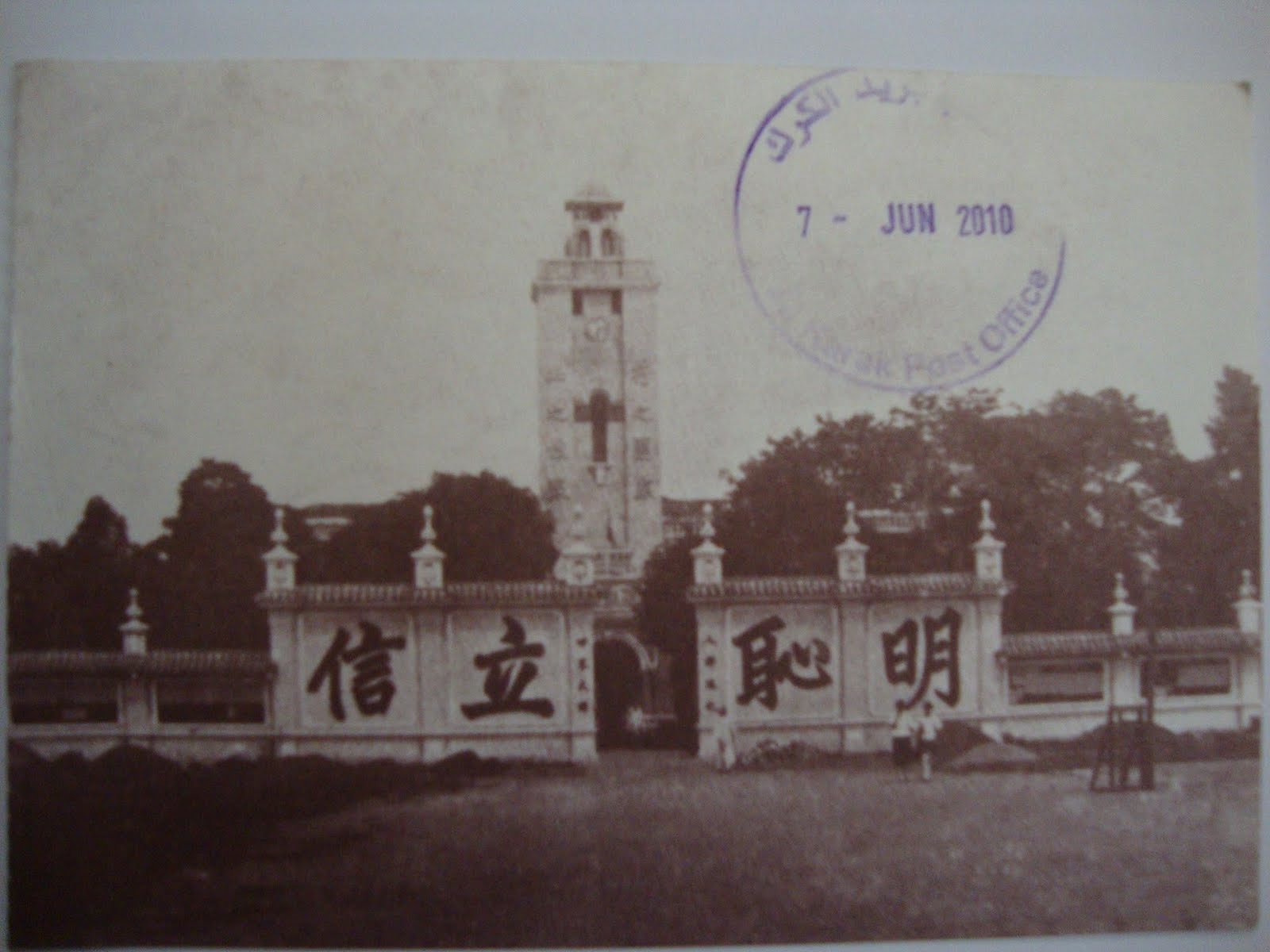
برج الجرس، مساحة استضافة المؤتمر الوطني الأول للكومينتانغ (KMT).

في البداية، اعتمدت جميع جامعات سون يات سين نموذجًا تعليميًا للدولة 中山大學模式 واستنادًا إلى فلسفة سون يات سين السياسية، إن جامعة سون يات سين الحالية نتيجة لعمليات اندماج متعددة بالإضافة إلى الانقسامات وإعادة الهيكلة التي شملت أكثر من اثنتي عشرة مؤسسة أكاديمية بمرور الوقت. أحدث اندماج حدث في عام 2001، عندما اندمجت جامعة سون يات سين للعلوم الطبية مع جامعة سون يات سين وأصبحت كلية سون يات سين للعلوم الطبية.

### جامعة كانتون الوطنيّة
في عام 1924، أسس سون يات-سين جامعة كانتون الوطنية (國立 廣東 大學) وسجل بخط يده شعار المدرسة "الدراسة على نطاق واسع 國立廣東大學  بعد وفاة سون يات سين، أصدرت الحكومة الوطنية التي تم تشكيلها خلال التعاون الأول بين الشيوعيين والقوميين مرسومًا رسميًا بتغيير اسمها إلى جامعة سون يات سين في 17 يوليو 1926، تخليداً لذكرى سون يات سين.. في عام 1926، كانت هناك خمس جامعات وطنية من سون يات سين (تشونغشان): الجامعة الوطنية الأولى سون يات سين (تشونغشان) في قوانغتشو (جامعة سون يات سين الحالية)، جامعة يات صن الوطنية الثانية (تشونغشان) في ووهان (جامعة ووهان الحالية)، الجامعة الوطنية الثالثة سون يات سين (تشونغشان) في تشجيانغ (جامعة تشجيانغ الحالية)، جامعة رابع سون يات سين (تشونغشان) في نانجينغ (جامعة نانجينغ الحالية، الوطنية الخامسة سون يات سين (جامعة هينان الحالية). في الثلاثينيات من القرن الماضي، كانت هناك سبع مدارس في الجامعة: كليات الآداب والعلوم والقانون والهندسة والدراسات الزراعية والطب والتعليم. في عام 1935، أنشأت جامعة تسينغهوا وجامعة بكين وجامعة سون يات سين أولى مدارس الدراسات العليا في الصين وبدأت في تسجيل طلاب الدراسات العليا. في الخمسينيات من القرن الماضي، تم تعديل الكليات والمدارس والإدارات على الصعيد الوطني، وأصبحت جامعة سون يات سين جامعة وطنية من الدرجة الأولى شاملة الفنون والعلوم الليبرالية باعتبارها العمود الفقري للتخصصات.

### جامعة سون يات سين للعلوم الطبية
كان أحد أسلاف جامعة سون يات سين للعلوم الطبية هو كلية بوك تساي الطبية، التي تأسست عام 1866، وكانت أول مؤسسة لتعلم الطب الغربي في الصين، حيث درس سون يات سين ذات مرة وشارك في الثورة. أنشطة. تطورت كلية الطب بوك تساي إلى كلية الطب بجامعة لينجنان في عام 1936. تأسست مدرسة ومستشفى كونج ي الطبية في غوانزو (كانتون) في عام 1908. في عام 1925، استولت الحكومة على مؤسسات كونح يي وأصبحت القسم الطبي لجامعة فيرست سون يات-سين الوطنية (تشونغشان). في عام 1953، اندمجت كليات الطب في جامعة سون يات سين وجامعة لينجنان لتشكيل كلية الطب في جنوب الصين، والتي انضمت إليها كلية الطب في جوانجدونج جوانجوا في عام 1954. تم تغيير اسم الجامعة إلى كلية الطب في قوانغتشو وكلية صن يات سين للعلوم الطبية على التوالي، وأخيراً جامعة سون يات سين للعلوم الطبية في عام 1985، والتي تطورت بثبات إلى جامعة طبية شاملة بها مدارس متعددة ومستويات متعددة، وصلت إلى المستوى الوطني المتقدم وحققت نجاحات ملحوظة في البحث العلمي في علم الوراثة الطبية وطب العيون ودراسة الأورام ودراسة الطفيليات وأمراض الكلى في الطب الباطني وزرع الأعضاء وأمراض الكبد المعدية والمشروع الطبي البيولوجي والعلوم الطبية الجزيئية. في عام 2001، اندمجت جامعة سون يات سين للعلوم الطبية مع جامعة سون يات سين وأصبحت كلية سون يات سين للعلوم الطبية.

### جامعة لينجنان

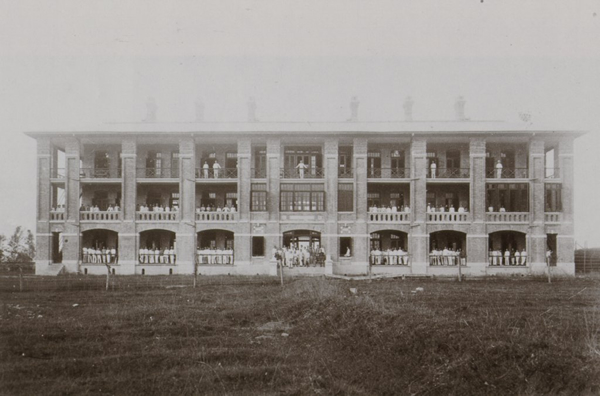
مارتن هول من جامعة لينجنان، 1907

جامعة لينجنان (الصينية: 嶺南 大學) هي جامعة خاصة أسسها أندرو هابر، دكتوراه في الطب ومجموعة من المبشرين الأمريكيين في قوانغتشو في عام 1888. عند تأسيسها سميت بكلية كانتون كريستيان 格致書院. كلية هاكيت الطبية للنساء (夏葛 女子 醫學院، أول كلية طبية للنساء في الصين) والمستشفى التابع لها والمعروف باسم مستشفى ديفيد جريج للنساء والأطفال (柔濟醫院)، يقع في قوانغتشو، الصين، وكان جزءًا من مركز طبي أسسته المبشرة الطبية ماري إتش فولتون (1854-1927). وقد أرسلت فولتون من قبل البعثات الأجنبية مجلس إدارة الكنيسة المشيخية (الولايات المتحدة الأمريكية)، بدعم من الكنيسة المشيخية لافاييت شارع بروكلين، نيويورك. خَصَّص الكلية في عام 1902 وعرضت منهجًا طبيًا لمدة أربع سنوات. في نهاية عام 1932، تم تسجيل المركز الطبي ووضعه تحت سيطرة الحكومة الصينية. علاوة على ذلك، انضمت إلى مستشفى قوانغتشو وجامعة لينجنان لتشكيل كلية صن يات سين الطبية في عام 1936.
تم دمج جامعة لينان في جامعة تشونج شان (الآن جامعة سون يات-سين) في عام 1953. انتقل أعضاء الجامعة إلى هونغ كونغ وأسسوا مدرسة لينان في وان تشاي في عام 1967، والتي تم نقلها إلى تين مون في منتصف التسعينيات وأعيد تسميتها بجامعة لينان في عام 1999. في عام 1988، أعيد تأسيس لينان كوليج داخل جامعة سون يات-سين وهي الآن واحدة من أفضل كليات الاقتصاد والإدارة في الصين.

## الترتيب والسمعة
تم تصنيف الجامعة كواحدة من أفضل الجامعات في الصين من قبل جميع تصنيفات الجامعات الدولية الأكثر نفوذاً والمراقبة على نطاق واسع، على سبيل المثال، # 7 على الصعيد الوطني في تصنيفات جامعة تايمز للتعليم العالي العالمية لعام 2015، # 6 على الصعيد الوطني في الترتيب الأكاديمي لـ جامعات العالم عام 2015، والمرتبة الثامنة على الصعيد الوطني في تصنيف جامعة يو إس نيوز العالمية لعام 2015.
من بين جميع الجامعات في جميع أنحاء العالم في عام 2021، تم تصنيف الجامعة في المرتبة 89 من قبل التصنيف الأكاديمي لجامعات العالم، # 159 من قبل تصنيف يو إس نيوز آند وورد ريبورت لأفضل الجامعات العالمية، # 153 من تصنيف الجامعات والكليات، # 260 حسب تصنيف جامعة كيو إس للجامعات العالمية، و # 251-300 بواسطة مجلة تايمز للتعليم العالي.
 

## أكاديميون

### هيئة التدريس
إحصائيات (2018)
| إجمالي أعضاء هيئة التدريس بدوام كامل    | 17,022     |
| أساتذة                                  | 2,266      |
| الأساتذة المشاركون                      | 2898       |
| طلاب بدوام كامل                         | 65638      |
| طلاب المرحلة الجامعية                   | 32220      |
| طلاب الدراسات العليا لدرجة الماجستير    | 13351      |
| طلاب الدكتوراه                          | 5,961      |
| التخصصات الجامعية                       | 130        |
| برامج الدكتوراه                         | 49         |
| برامج درجة الماجستير                    | 59         |
| برامج الشهادات المهنية                  | 30         |
| محطات أبحاث ما بعد الدكتوراه            | 41         |
| تمويل البحث السنوي (مليون دولار أمريكي) | 454 دولارًا |
| الميزانية السنوية (مليار دولار أمريكي)  | 2.5 دولار  |

### المدارس والأقسام
المدارس والأقسام بالجامعة هي كما يلي: 

#### حرم قوانغتشو
- أكاديمية ريادة الأعمال
- قسم علم النفس
- قسم تعليم العلوم الاجتماعية
- كلية التربية الإنجليزية
- مدرسة جوانجوا لطب الأسنان، مستشفى طب الأسنان، جامعة سون يات سين
- معهد الدراسات المتقدمة في العلوم الإنسانية
  - كلية الفنون الليبرالية (كلية بويا)
  - وحدة التعليم العام بالجامعة
- كلية إدارة الأعمال الدولية
  - قسم الاقتصاد التطبيقي
  - قسم إدارة الأعمال
- كلية الفنون الحرة
- كلية لينجنان (الجامعة) [29]
  - قسم الاقتصاد
  - دائرة المالية
  - قسم التأمين وإدارة المخاطر
  - قسم الأعمال الدولية
  - قسم الهندسة اللوجستية والإدارة
- مدرسة الحوسبة المتقدمة
- مدرسة دراسات آسيا والمحيط الهادئ
  - قسم السياسة الدولية
- كلية الكيمياء والهندسة الكيميائية[30]
  - قسم البوليمرات وعلوم المواد
  - قسم الهندسة الكيميائية
  - قسم الكيمياء
  - قسم الكيمياء التطبيقية
- مدرسة اللغة الصينية كلغة ثانية
- مدرسة الاتصال والتصميم[31]
  - قسم الاتصال العام
  - قسم الصحافة
  - قسم تصميم الوسائط الإبداعية
- مدرسة التعليم المستمر (مدرسة التعليم عبر الإنترنت)
- كلية علوم الأرض والهندسة الجيولوجية
- مدرسة التربية
- كلية الهندسة
- كلية علوم وهندسة البيئة
- مدرسة اللغات الأجنبية
- كلية الجغرافيا والتخطيط
- مدرسة الحكومة
  - قسم العلوم السياسية
  - قسم الإدارة العامة
- كلية العلوم الإنسانية
  - قسم اللغة الصينية
  - قسم التاريخ
  - قسم الفلسفة
- كلية إدارة المعلومات
- كلية علوم وتكنولوجيا المعلومات
- مدرسة الملكية الفكرية
- مدرسة الدراسات الدولية
- كلية حقوق
- كلية علوم الحياة
- كلية علوم البحار
- مدرسة الرياضيات والعلوم الحاسوبية
- كلية هندسة المعلومات المتنقلة
- كلية التمريض
- كلية العلوم الصيدلانية
- مدرسة الفيزياء
- مدرسة الفيزياء وعلم الفلك
- كلية الصحة العامة
- مدرسة علم الاجتماع والأنثروبولوجيا
  - قسم الأنثروبولوجيا
  - قسم علم الاجتماع والعمل الاجتماعي[32]
- مدرسة البرمجيات
- كلية إدارة السياحة
- المعهد الصيني الفرنسي للهندسة والتكنولوجيا النووية
- كلية سون يات سين للأعمال
- معهد جامعة سون يات سين المشترك للهندسة
- وحدة التعليم العام بالجامعة
- مدرسة يات-سين
- مدرسة تشونغشان للطب

#### حرم شنتشن
- كلية الطب (شنتشن)
- كلية الصحة العامة (شنتشن)
- مدرسة العلوم الصيدلانية (شنتشن)
- كلية الهندسة الطبية (شنتشن)
- مدرسة المواد
- كلية الملاحة الجوية والفضائية
- كلية هندسة النظم الذكية
- كلية هندسة الإلكترونيات والاتصالات

#### المعاهد الدولية
تتكون الجامعة أيضًا من العديد من المعاهد الدولية الأخرى مثل:
- المعهد المشترك للهندسة (JIE)، تم تطويره بالتعاون مع جامعة كارنيجي ميلون.[33]
- مركز البحوث الطبية للبحوث السريرية والتحويلية، بالشراكة مع جامعة جونز هوبكنز.[34][35]
- معهد لين للمواد الوظيفية (LIFM)، تم تطويره مع مختبر الكيمياء الجزيئية الفائقة بجامعة ستراسبورغ، في معهد كارلسروه للتكنولوجيا والمعهد الفدرالي السويسري للتكنولوجيا في زيورخ.[36]
- تم تطوير المعهد الصيني الفرنسي للهندسة والتكنولوجيا النووية بالتعاون مع معهد غرونوبل للتكنولوجيا، ومدرسة المناجم في نانت، وباريس تك للكيمياء، والمدرسة الوطنية العليا للكيمياء في مونبلييه، والمعهد الوطني للعلوم والتقنيات النووية.[37]
- مختبر سيوسيو-ألبرتا المشترك لحفظ التنوع البيولوجي، الذي تم إنشاؤه مع جامعة ألبرتا، كندا.[38]
- الجامعة الصينية بهونغ كونغ - مركز جامعة سون يات سين للأنثروبولوجيا التاريخية.[39]
- مركز العمل الخيري في جامعة سون يات سين، بالاشتراك مع جامعة إنديانا.[40]

### تعليم إدارة الأعمال

#### كلية سون يات سين للأعمال
تعد كلية سون يات سين للأعمال (SYSBS) واحدة من كليات إدارة الأعمال الثلاث الوحيدة في الصين القارية وواحدة من 58 كلية إدارة أعمال في العالم حاصلة على الاعتماد الثلاثي من قبل جمعية تطوير كليات إدارة الأعمال أي أي سي أس بي. أقامت المدرسة تبادلات وبرامج أكاديمية تعاونية مع أكثر من 80 مؤسسة دولية، مثل جامعة كاليفورنيا ولوس أنجلوس وجامعة أكسفورد وجامعة هاواي في مانوا وجامعة كوينز وكلية آي إي للأعمال وجامعة سيتي في هونغ كونغ وما إلى ذلك. كما أقامت شراكات إستراتيجية مع الشركات متعددة الجنسيات الرائدة، مثل آي بي إم ودي إتش إل إكسبريس وكوكا كولا وأليانز وما إلى ذلك، ومع عدد لا يحصى من الشركاء المحليين مثل البنك الصناعي والتجاري الصيني وبنك الصين.
- في عام 2012، صنفت مجلة فوربس الصين (بالإنجليزية: Forbes China)‏ برنامج ماجستير إدارة الأعمال في المدارس رقم 7 في الصين.[41]
- في عام 2012، صنفت فايننشل تايمز برامج الكليّة في المرتبة 11 في جميع أنحاء العالم.[42]
- في عام 2013، صنفت فايننشل تايمز درجة الماجستير في برنامج الإدارة بالمدرسة # 44 في جميع أنحاء العالم.[43]

#### كلية لينجنان

كلية لينجنان (الجامعة)

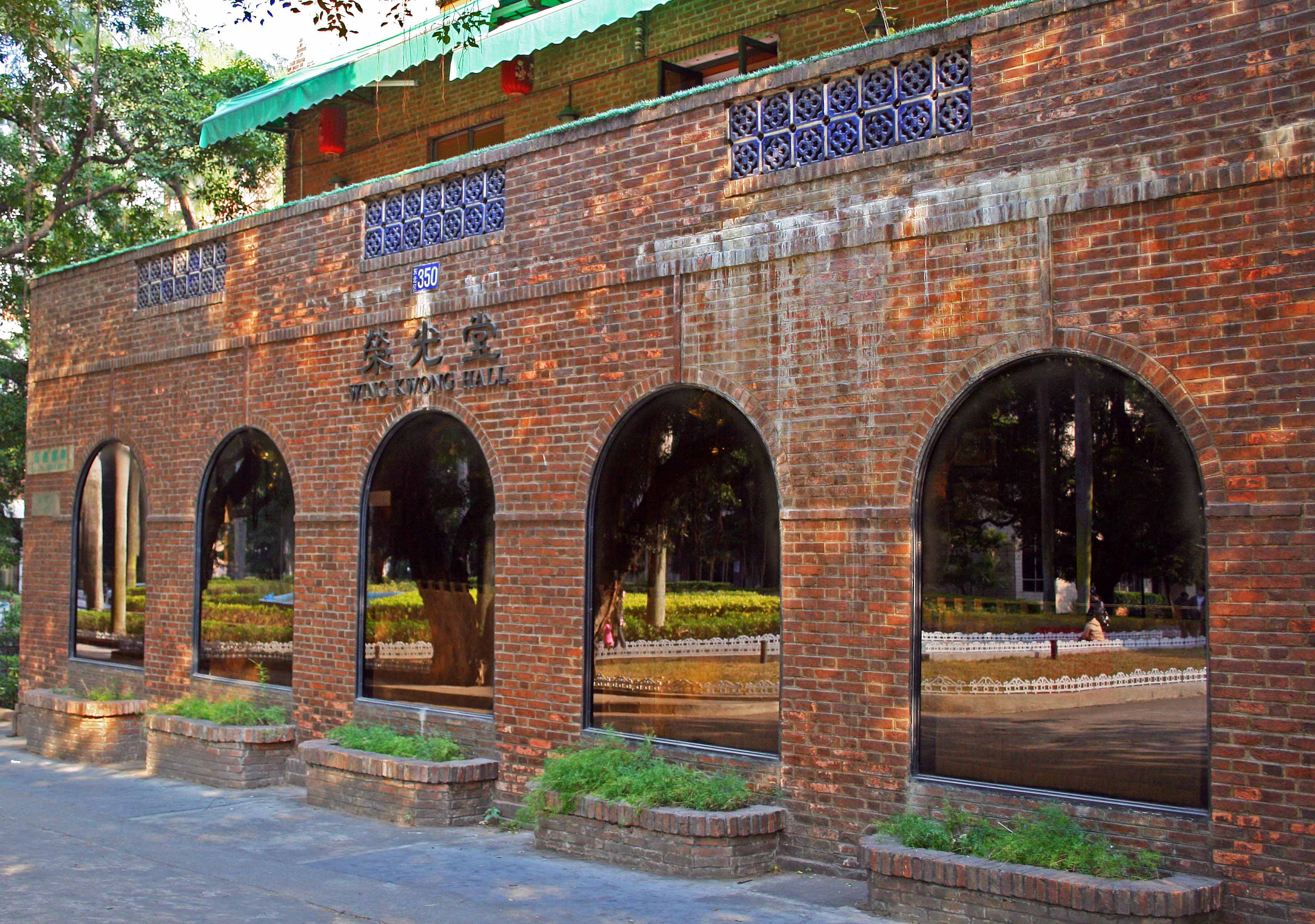
قاعة وينج كوونج

منذ عام 2015، تم اعتماد كلية لينجنان (الجامعية) ثلاث مرات من قبل جمعية تطوير كليات إدارة الأعمال أي أي سي أس بي، إكيس، وأمبا. نشأت الكلية من جامعة لينجنان، وهي جامعة خاصة مشهورة أنشأتها مجموعة من المبشرين الأمريكيين عام 1888. تشمل برامجها برنامج ماجستير إدارة الأعمال الدولية لبجنان-للأعمل الدوليّة مع كلية سلوان للإدارة لمعهد ماساتشوستس للتكنولوجيا، وبرنامج ماجستير إدارة الأعمال التنفيذية الصيني مع كلية كارلسون للإدارة بجامعة مينيسوتا، وبرنامج ماجستير إدارة الأعمال بين الصين وفرنسا مع جامعة جان مولان ليون 3 وكلية إيمليون للأعمال، وبرنامج دي بي آي الدولي مع إمليون بيزنس سكول.

##### ليجنان لإدارة الأعمال
ليجنان لإدارة الأعمال (بالإنجليزية: Lingnan IMBA)‏ هو أول برنامج ماجستير في إدارة الأعمال يدرس باللغة الإنجليزية في الصين، وهو بالتعاون مع كلية سلون للإدارة في معهد ماساتشوستس للتكنولوجيا (MIT). يعتمد برنامج ليجنان لإدارة الأعمال مناهج ماجستير إدارة الأعمال والكتب المدرسية والحالات وغيرها من مواد التدريس في معهد ماساتشوستس للتكنولوجيا سلون. خلال الفصل الدراسي الأول، تتاح لطلاب ليجنان الفرصة للتقدم إلى برنامج إم إس إم إس في معهد ماساتشوستس للتكنولوجيا. من خلال هذا البرنامج ذو الدرجة المزدوجة لمدة عامين، يمكن للطلاب الحصول على ماجستير في إدارة الأعمال الدولية من ليجنان ودرجة الماجستير في الدراسات الإدارية من معهد ماساتشوستس للتكنولوجيا.
- في عام 2008، صنّف المدير ليجنان-لإدارة الأعمال # 5 في تصنيفات «أفضل برامج ماجستير إدارة الأعمال في الصين».
- في عام 2012، صنفت مجلة فوربس الصين برنامج ماجستير إدارة الأعمال في المدارس رقم 8 في الصين.[41]

##### درجات مزدوجة
طلاب ماجستير إدارة الأعمال بجامعة ليجنان لديهم أيضًا خيارات للحصول على درجة مزدوجة مع إس إس سي بي أوروبا، وكلية روتردام للإدارة، وجامعة إيراسموس.

### المستشفيات التابعة

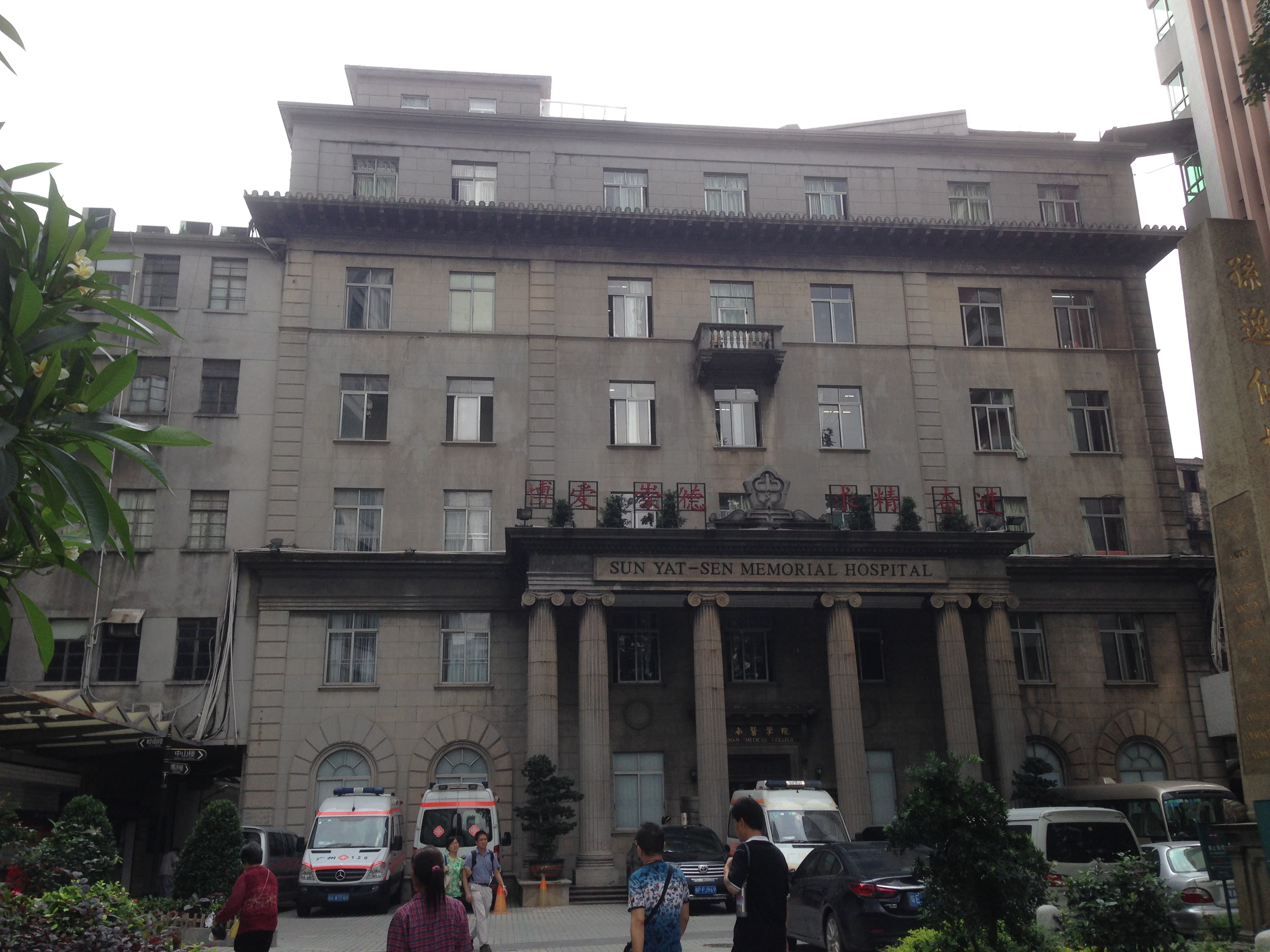
مستشفى سون يات سين التذكاري

تمتلك الجامعة أكبر نظام مستشفى تابع في الصين، بما في ذلك مستشفى سون يات سيت يونفرستي فيرست، ومستشفى سون يان سيت ميوموريال (أو مستشفى جامعة سون يات سين الثاني)، ومستشفى جامعة سون يات سين الثالث، صن يات - مستشفى جامعة سين الرابع (تم دمجه في المستشفى الأول)، مستشفى جامعة سون يات سين الخامس (أو مستشفى تشوهاى)، مستشفى جامعة سون يات سين السادس (أو مستشفى جامعة سون يات سين للجهاز الهضمي والشرج)، صن يات- مركز السرطان بجامعة سون يات سين، مستشفى طب الأسنان بجامعة سون يات سين، مركز طب العيون بجامعة سون يات سين، المستشفى السابع لجامعة سون يات سين (شنتشن)، مستشفى جامعة سون يات سين الثامن (شنتشن). جميع المستشفيات العامة الثمانية ومركز السرطان بجامعة سون يات سين ومركز طب العيون بجامعة سون يات سين هي مستشفيات من الدرجة الثالثة.

#### أول مستشفى
تم إنشاء أول مستشفى تابع لجامعة سون يات سين في عام 1910، وكان يُطلق عليه في البداية اسم المستشفى التابع لمؤسسة الطب العامة في قوانغدونغ. كمستشفى 3A (أعلى مستوى في الصين)، تعد المستشفى الأكبر والأكثر شمولاً بين جميع المستشفيات التابعة لسون يات سين، فضلاً عن كونها واحدة من أكبر المستشفيات في البلاد.
- تم تصنيف مستشفى جامعة سون يات سين الأول في المرتبة الثانية في تصنيف «أفضل 10 مستشفى عام في الصين».[49]

#### مستشفى صن يات سين التذكاري
أسسها الأمريكي بيتر باركر عام 1835 كمستشفى لطب العيون في كانتون. لقد تعاملت في الأصل مع أمراض العين، لكنها عالجت فيما بعد أمراضًا أخرى. أصبح فيما بعد مستشفى كانتون.

#### مركز السرطان بجامعة سون يات سين
مركز السرطان بجامعة سون يات سين هو مستشفى من المستوى الثالث (أعلى مرتبة في الصين) ومستشفى من الدرجة الأولى. حصل على جائزة «الموضوع الرئيسي للصين» في عام 2001. في عام 1980، تم تعيين مركز السرطان بجامعة سون يات سين كمركز متعاون مع منظمة الصحة العالمية (WHO) لأبحاث السرطان. منذ عام 2003، أصبحت SYSUCC مؤسسة شقيقة لمركز إم دي أندرسون للسرطان بجامعة تكساس. في عام 2004، أنشأت مركز السرطان بجامعة سون يات سين مختبرًا مشتركًا مع معهد كارولنسكا (بالإنجليزية: Karolinska Institutet)‏ في السويد للبحث في العلاج المناعي وعلم الفيروسات الجزيئي ووبائيات الأورام.
- يحتل مركز السرطان بجامعة سون يات سين المرتبة الأولى في تصنيفات «أفضل 10 مستشفيات للسرطان في الصين».[51]

#### مركز طب وجراحة العيون بجامعة سون يات سين
مركز طب العيون بجامعة سون يات سين هو المركز الأول والرائد المتقدم لطب العيون والملاذ الأخير للعناية المتقدمة بالعيون في الصين، حيث يجمع بين رعاية العيون والتعليم وأبحاث العيون والوقاية من العمى. وهي أيضًا واحدة من أكبر 20 مركزًا لطب العيون العام في العالم. في عام 2006، تمت الموافقة على مركز طب العيون بجامعة سون يات سين ليكون المختبر الرئيسي الحكومي لطب العيون، وهو الوحيد من نوعه في الصين.
- حصل مركز طب وجراحة العيون بجامعة سون يات سين على المرتبة الأولى في تصنيفات «أفضل مستشفيات طب وجراحة العيون في الصين».[53]

### مكتبات جامعة سون يات سين
يعد نظام المكتبات بالجامعة من أكبر الأنظمة في الصين. بحلول ديسمبر 2012، كان لديها أكثر من 6 ملايين مجلد ورقي، بما في ذلك الدوريات.

#### مجموعة هيلس
في يونيو 2005، تبرعت مكتبة كلية هارفارد بجامعة هارفارد بـ 158000 مجلد في مكتبة هيلس إلى جامعة سون يات سين. تم تطوير المجموعة على مدى قرن من الزمان، وتتألف من عناوين في العلوم الإنسانية والاجتماعية، باللغة الإنجليزية بشكل أساسي، ولكن أيضًا باللغات الأجنبية الغربية.

### معاهد كونفوشيوس
أنشأت جامعة سون يات سين خمسة معاهد كونفوشيوس منذ عام 2006:
- معهد كونفوشيوس في جامعة أتينيو دي مانيلا
- تأسس معهد كونفوشيوس في إنديانابوليس مع جامعة إنديانا - جامعة بوردو إنديانابوليس
- معهد كونفوشيوس في جامعة يوكاتان المستقلة
- تأسس معهد كونفوشيوس في ليون مع جامعة لوميير ليون 2 وجامعة جيان مولين في ليون 3
- معهد كونفوشيوس في جامعة كيب تاون.

## بحث

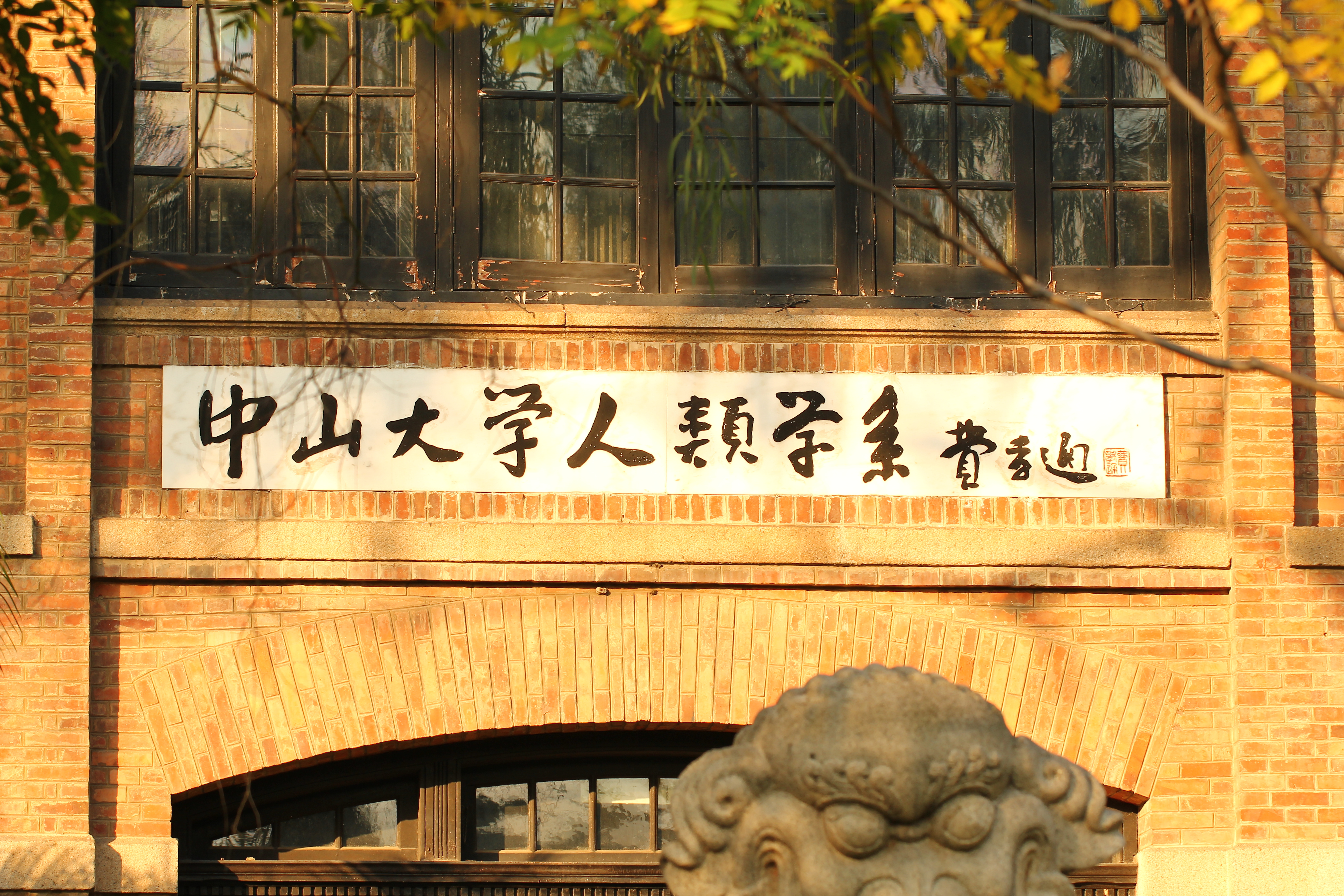
مارتن هول

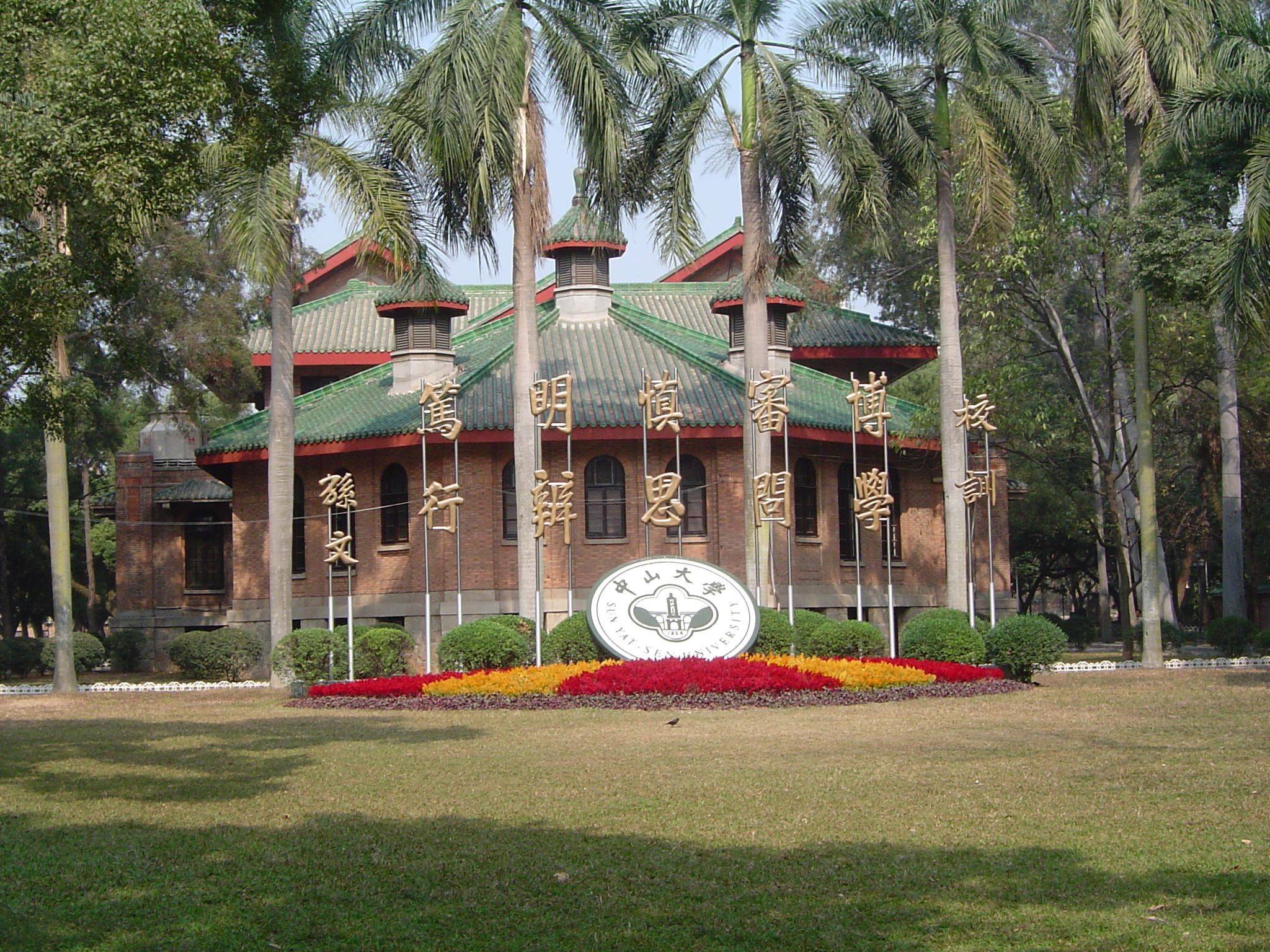
شعار

### مؤشرات العلوم الأساسية (ESI)
وفقًا لإحصاءات قاعدة بيانات المؤشرات العلمية الأساسية (ESI) من يناير 2003 إلى فبراير 2013، فإن العدد الإجمالي للاقتباسات من الأوراق البحثية في 15 تخصصًا من جامعة سون يات سين قد دخل أعلى 1٪ عالميًا. بعد جامعة بكين، احتلت جامعة سون يات سين المرتبة الثانية في الجامعات في الصين، وتعادل مع جامعة فودان وجامعة شنغهاي جياو تونغ وجامعة تشجيانغ. تشمل التخصصات الخمسة عشر الكيمياء، والطب السريري، والفيزياء، والبيولوجيا والكيمياء الحيوية، وعلوم المواد، والبيولوجيا الجزيئية وعلم الوراثة، والهندسة، وعلوم النبات والحيوان، والبيئة / علم البيئة، وعلم الأدوية والسموم، وعلم الأعصاب والسلوك، والرياضيات، وعلم الأحياء الدقيقة، والعلوم الزراعية، والعلوم الاجتماعية.

### فهرس نيتشر للنشر
يُظهر فهرس فهرس نيتشر للنشر {إنجليزية|Nature Publishing}} كلاً من المقالات البحثية (المقالات والرسائل والاتصالات الموجزة) والمراجعات المنشورة في مجلات نيتشر البحثية. تستند التصنيفات إلى عدد الأوراق التي تم نشرها خلال الـ 12 شهرًا الماضية. في النطاق الزمني من 01.07.2013-06.30.2014، احتلت جامعة سون يات سين المرتبة رقم 5 بين الجامعات الصينية.

### محطات أبحاث ما بعد الدكتوراه
تمتلك جامعة سون يات سين 39 محطة أبحاث ما بعد الدكتوراه.

### المجلات
تنشر جامعة سون يات سين ما مجموعه 25 مجلة علمية، بما في ذلك:
- رحلة طبعة العلوم الاجتماعية بجامعة سون يات سين
- رحلة جامعة سون يات سين (العلوم الطبية)
- التصوير التشخيصي والأشعة التداخلية (بالصينية)
- التمريض السريري الحديث (بالصينية)
- الطب الجديد (بالصينية)
- المجلة الصينية للأمراض العصبية والعقلية (بالصينية)
- المجلة الصينية للسرطان
- علوم العين

## الحرم الجامعي

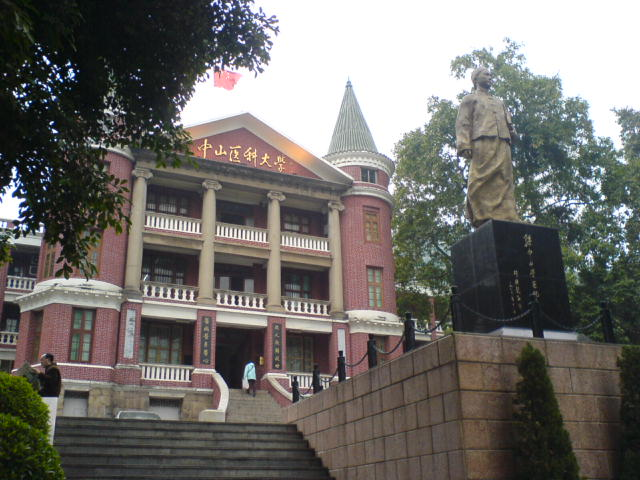
الحرم الشمالي (كلية سون يات سين للعلوم الطبية)

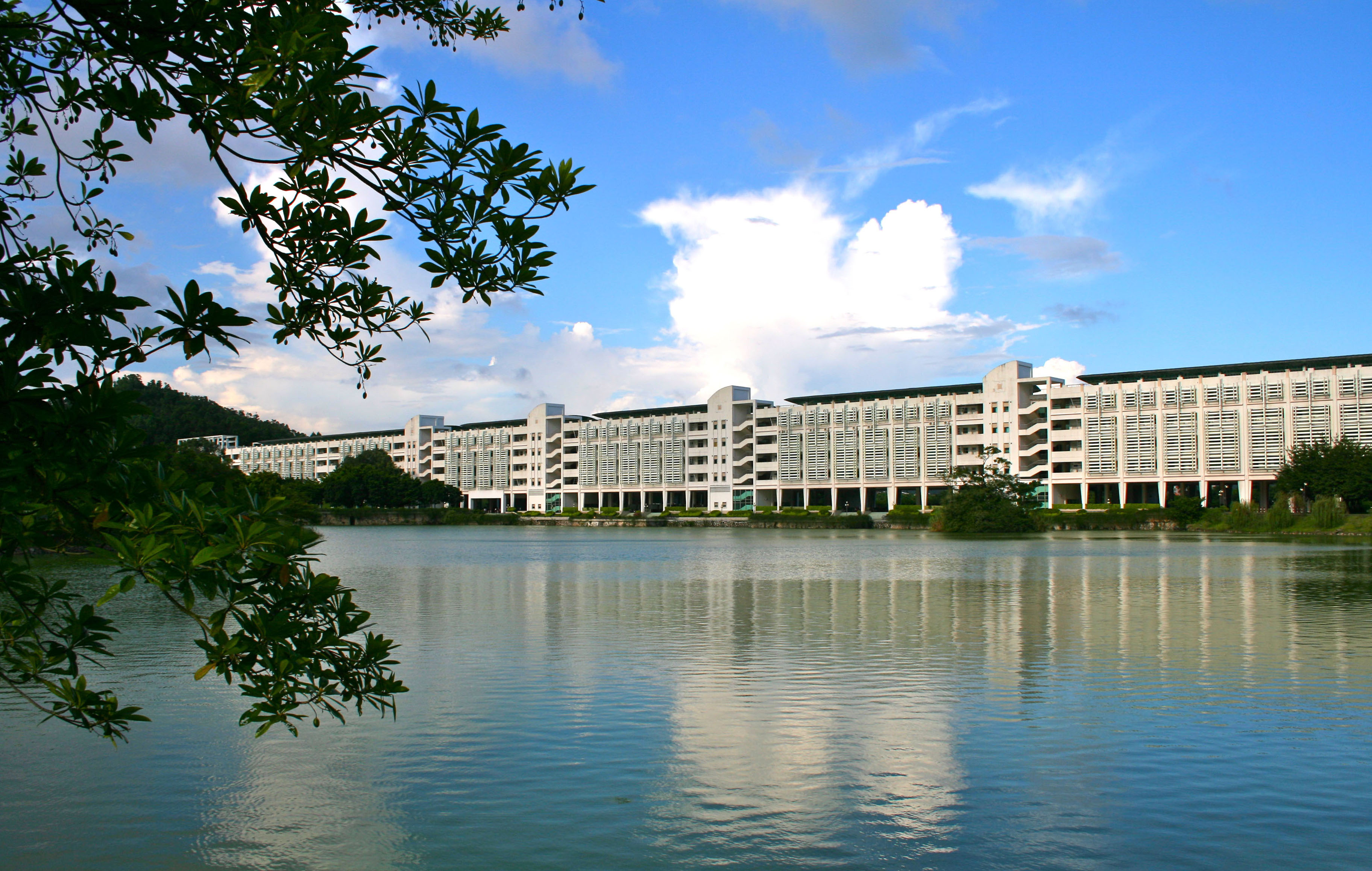
حرم تشوهاى

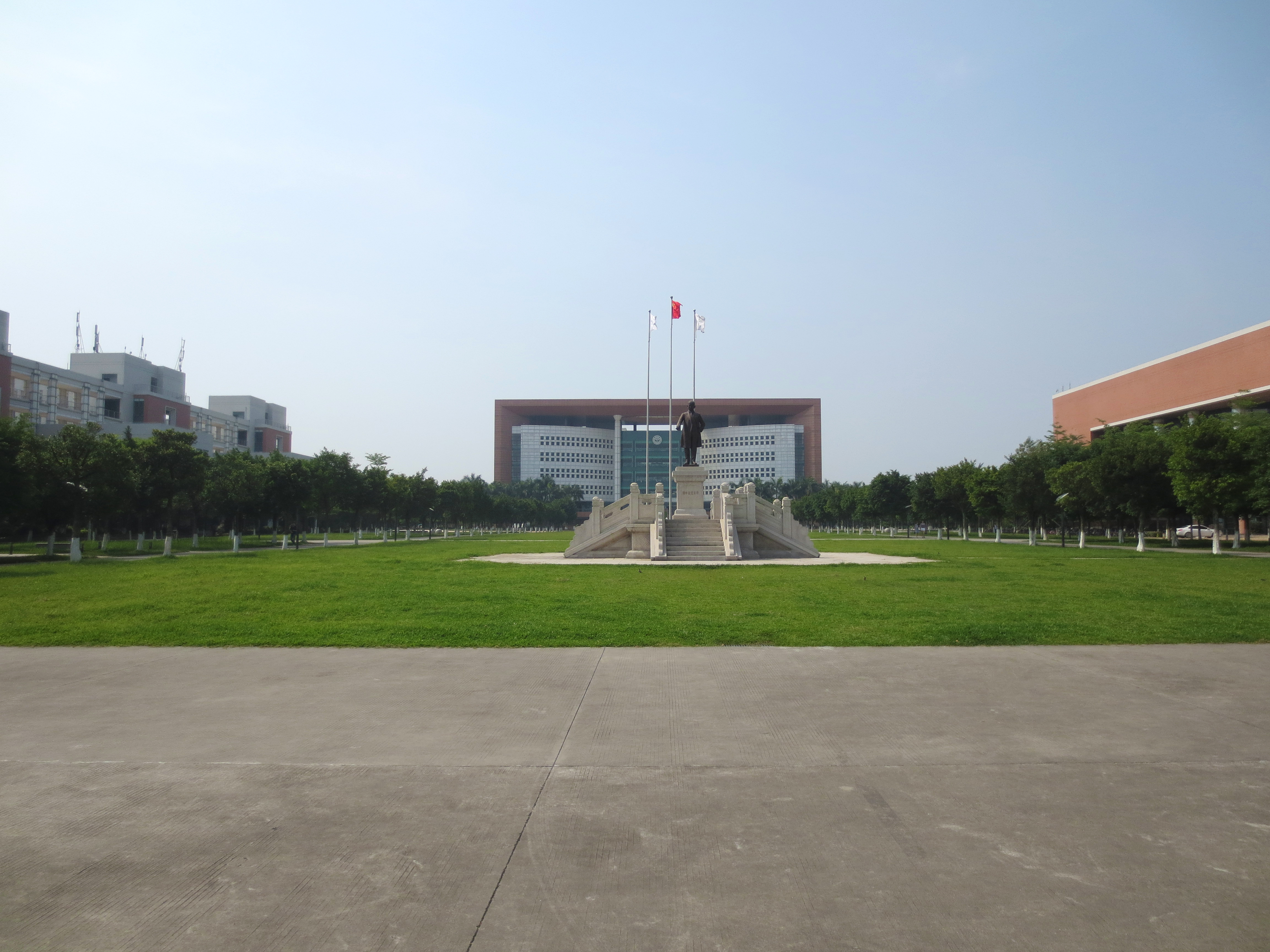
الحرم الشرقي

في الوقت الحاضر، تغطي الجامعة مساحة إجمالية قدرها 6.17 كيلومتر مربع (2.38 ميل2)، [ بحاجة لمصدر ] ولديه 5 حرم جامعي: حرم قوانغتشو الجنوبي (广州 校区 南 校园) في منطقة هيتشو، حرم قوانغتشو الشمالي (广州 校区 北 校园) في منطقة يويكسيو، حرم قوانغتشو الشرقي (广州 校区 东 校园) في منطقة بانيو، حرم Zhuhai الجامعي (珠海 校区)، وحرم شونزين.

### حرم جنوب قوانغتشو
يقع الحرم الجنوبي لجامعة سون يات سين في منطقة هيتشو بمدينة قوانغتشو، ويغطي مساحة إجمالية قدرها 1.17 كيلومتر مربع. يستضيف بشكل رئيسي تخصصات في العلوم والإنسانيات.

### حرم قوانغتشو الشمالي
يقع الحرم الجامعي الشمالي في منطقة يوكسي، بمدينة قوانغتشو، ويغطي مساحة قدرها 0.39 كيلومتر مربع. إنه حرم جامعي بشكل أساسي للتخصصات في العلوم الطبية. إضافة: رقم 74، طريق تشونغشان الثاني، قوانغتشو 510085، جمهورية الصين الشعبية

### حرم قوانغتشو الشرقي
يقع الحرم الشرقي في الطرف الشمالي من مركز قوانغتشو الضخم للتعليم العالي في شيانجو، بانيو، ويغطي مساحة 1.13 كيلومتر مربع. تعد مدينة قوانغتشو الجامعية تطوراً رئيسياً قامت به الحكومة الشعبية لمقاطعة قوانغدونغ في محاولة لتنفيذ إستراتيجية بناء قوانغدونغ من خلال العلم والتعليم. بدأت الدفعة الأولى من الطلاب المدرسة هناك في سبتمبر 2004.

### حرم تشوهاى
يقع الحرم الجامعي تشوهاي في تانج جيا وان، مدينة زهاباي، ويغطي مساحة 3.48 كيلومتر مربع. يعيش الطلاب الجدد وطلاب السنة الثانية في بعض التخصصات في الفنون الحرة والعلوم الطبيعية والعلوم الطبية حاليًا ويدرسون في الحرم الجامعي مع طلاب من كلية شبكة التعليم والتعليم المستمر.
العنوان: Tang Jia Wan، Zhuhai 519082، PR China

### حرم شنتشن
يقع حرم شنتشن في منطقة جانجمينغ نيو ديستركت في مدينة شنتشن، ويغطي مساحة قدرها 3.217 كيلومترًا مربعًا، وهو قيد الإنشاء اعتبارًا من عام 2016 ويُقترح افتتاحه في سبتمبر 2018.
إضافة: منطقة قوانغمينغ الجديدة، شنتشن 518107، جمهورية الصين الشعبية

## الخريجين
- سونيا تشان، السكرتيرة الثانية للإدارة والعدل في ماكاو
- لي فانغهوا، فيزيائي
- شيو يينغ هو عالم نبات
- هوانغ هواوا، حاكم قوانغدونغ السابق
- موزي مي، مدون
- شو نيجشينج، الرئيس الحادي والعشرون لجامعة فودان
- شو زي، سياسي
- يي شوهوا، عالم الفلك
- شو يينشان، بطل العالم السابق xiangqi (الشطرنج الصيني)
- شو-هو وهانغ، عالم رياضيات صيني أمريكي
- ينجينج زانج، باحث في التمثيل الضوئي وإنتاجية المحاصيل
- تشانغ هوايكون، فنان ومؤلف كتب الأطفال
- جوتاي زهو، لواء من جيش التحرير الشعبي الصيني
- يي شوهوا، عالم الفلك البارز
- تسانغ هين تشي، رجل أعمال وسياسي، مؤسس مجموعة جولديون جروب